# Pipirig
Pipirig is een Roemeense gemeente in het district Neamț.
Pipirig telt 8875 inwoners.